# Thessalon River
Der Thessalon River ist ein 97 km langer Zufluss des Huronsees im Algoma District der kanadischen Provinz Ontario.

## Verlauf
Der Thessalon River hat seinen Ursprung in einer etwa 420 m hoch gelegenen Seengruppe 42 km nördlich von Thessalon. Er durchfließt anfangs eine mit zahlreichen kleineren Gewässern durchsetzte boreale Hügellandschaft des Kanadischen Schildes in südlicher Richtung. Bei Flusskilometer 46 kreuzt der Ontario Highway 638 den Flusslauf. Nach weiteren 3 Kilometern mündet der Thessalon River in das Nordufer des Rock Lake. Im Anschluss durchfließt er den südwestlich gelegenen Gordon Lake sowie den dann südöstlich gelegenen Ottertail Lake. Am Abfluss aus dem Ottertail Lake kreuzt der Highway 638 erneut den Flusslauf. Der Thessalon River fließt auf seinen letzten Kilometern in Richtung Ostsüdost und erreicht die am Nordufer des Huronsees gelegene Gemeinde Thessalon. An deren Nordrand kreuzt der Trans-Canada Highway (Ontario Highway 17) den Fluss. Der Thessalon River durchquert den Ort Thessalon und mündet schließlich in den Huronsee.

## Hydrologie
Der mittlere Abfluss (MQ) am Pegel 02CA007, 65 km oberhalb der Mündung gelegen, beträgt 4,36 m³/s. Der größte monatliche mittlere Abfluss am Pegel tritt im April mit 12,7 m³/s auf.

## Einzugsgebiet
Der Thessalon River entwässert ein Areal von ungefähr 700 km². Das Einzugsgebiet grenzt im Osten an das des Upper Echo River sowie im Norden und im Osten an das des Mississagi River.